# Durga Bahadur Budha
Durga Bahadur Budha (* 5. März 1990) ist ein indischer Leichtathlet, der sich auf den Hindernislauf spezialisiert hat und auch im Straßenlauf antritt.

## Sportliche Laufbahn
Erste Erfahrungen bei internationalen Meisterschaften sammelte Durga Bahadur Budha im Jahr 2017, als er bei den Asienmeisterschaften in Bhubaneswar in 9:04,05 min den achten Platz belegte. Im Jahr darauf wurde er beim Mumbai Vasai-Virar Mayor Halbmarathon in 1:06:04 h Zweiter.
2019 wurde Bahadur Budha indischer Meister im Hindernislauf.

## Persönliche Bestzeiten
- 3000 m Hindernis: 8:43,85 min, 8. März 2018 in Patiala
- Halbmarathon: 1:03:58 h, 19. November 2017 in Neu-Delhi
- Marathon: 2:24:03 h, 19. Januar 2020 in Mumbai